# Кулда, Артур
Арту́рс Ку́лда (латыш. Artūrs Kulda; 25 июля 1988, Лейпциг, ГДР) — профессиональный латвийский хоккеист. Амплуа — защитник. Воспитанник рижского клуба «Призма».

## Карьера
Артур Кулда начал свою профессиональную карьеру в 2003 году в составе родного рижского клуба «Призма». Через год Артур начал выступать в молодёжной команде московского ЦСКА. В 2006 году на драфте НХЛ Кулда был выбран в 7 раунде под общим 200 номером клубом «Атланта Трэшерз». После этого Артур принял решение отправиться в Северную Америку, где первые два года выступал за клуб OHL «Питерборо Питс».
По ходу сезона 2007/08 Кулда начал выступление за фарм-клуб «Трэшерз» — «Чикаго Вулвз». 12 февраля 2010 года Кулда дебютировал в НХЛ в гостевом матче против команды «Миннесота Уайлд». Однако закрепиться в НХЛ, как в «Атланта Трэшерз», так и в «Виннипег Джетс», Артуру не удалось. Всего в НХЛ на его счету 2 очка (0+2) в 15 играх.
Карьера хоккеиста в АХЛ получилась более продуктивной. В 2008 году, вместе с командой «Чикаго Вулвз», Артур стал обладателем Кубка Колдера.
После сезона 2011/12 Артур принял решение покинуть Северную Америку, после чего подписал контракт с новосибирской «Сибирью» 6 сентября 2012 года Кулда дебютировал в КХЛ матчем против ярославского «Локомотива», и уже в первой игре отличился заброшенной шайбой, став при этом автором первой шайбы «Сибири» в новом сезоне.
4 октября 2013 года Артур Кулда подписал однолетний контракт с уфимским «Салаватом Юлаевым». Хоккеист будет выступать в новом клубе под номером 44.
6 июля 2015 покинул стан «Салавата Юлаева». Контракт был расторгнут по согласию обеих сторон.

### Международная
Кулда играл за юниорскую, молодёжную и национальную сборные Латвии. На чемпионатах мира 2010 и 2011 он сыграл по три матча.

## Статистика выступлений
Последнее обновление: 6 марта 2013 года
```
                                          ---- Regular Season ------   ----- Playoffs --------
Season   Team                      Lge    GP   G    A  Pts  PIM  +/-   GP   G   A  Pts PIM +/-
-----------------------------------------------------------------------------------------------
2003-04	 ХК Призма (Рига)                 11   0    0   0     8    -    2   0   0   0   0   -
2004-05	 ЦСКА (Москва)2		           -   -    -   -     -    -
2005-06	 ЦСКА (Москва)2                   44   5   12  17    24    -
2006-07	 Peterborough Petes        OHL    58   2    9  11    83    9
2007-08	 Peterborough Petes        OHL    55   7   27  34    87  -13    5   1   3   4   6   0
2007-08	 Chicago Wolves            AHL     5   0    1   1    10    3   22   1   5   6  32  12
2008-09	 Chicago Wolves            AHL    57   1   14  15    59    7
2009-10	 Atlanta Thrashers         NHL     4   0    2   2     2    2
2009-10	 Chicago Wolves            AHL    66   6   19  25    46   47   14   1   4   5   8  -5
2010-11	 Atlanta Thrashers	   NHL     2   0    0   0     2   -2
2010-11	 Chicago Wolves            AHL    69   5   12  17    73   -1
2011-12	 Winnipeg Jets	           NHL     9   0    0   0     4    3
2011-12	 St. John's IceCaps        AHL    63   6   14  20    62   18   13   0   1   1   8  -3
2012-13  Сибирь (Новосибирск)      КХЛ    50   9    6  15    55   -3    7   0   1   1   0   1
2013-14  Салават Юлаев (Уфа)       КХЛ     43   1    9   10     42    4 18  1 4  5    18  0
2014-15  Салават Юлаев (Уфа)       КХЛ     45   4    5   9     28    -9 5  0 0  0    2  -1

```